# Alfredo Chacón
Alfredo Chacón (San Fernando de Apure, Venezuela, 11 juin 1937), est un écrivain, critique littéraire et poète vénézuélien.

## Biographie
Alfredo Antonio Chacón Espinoza est né à San Fernando de Apure au Venezuela le 11 juin 1937. À l'âge de sept ans, il déménage à Maracay, puis à Valencia et enfin à Caracas. Il étudie à l'université Centrale du Venezuela entre 1953 et 1958. 
En 1955, Alfredo Chacón publie ses premiers poèmes dans la revue Cruz del Sur. Il établit à cette époque des contacts avec d'autres écrivains tels qu'Ida Gramcko (es), Oswaldo Trejo (es) et Antonia Palacios (es), et avec la sculptrice Elsa Gramcko (es). Il poursuit des études de troisième cycle à l'Université de Paris entre 1958 et 1960. En 1961, il publie son premier recueil de poèmes, Saloma.
En 1979 paraît Curiepe : essai sur la réalisation du sens dans l'activité magico-religieuse d'un village vénézuélien. Le livre est un essai anthropologique sur les traditions religieuses du village de Curiepe et l'influence de ces traditions sur la vie du village. En 1982, il publie la compilation Essais de critique culturelle, 1964-1981 et le recueil de poèmes Principio Continuo. En 1986, il publie son recueil de poèmes Actos personales.

## Publications

### Poésie
- Saloma (1961)
- Materia Bruta (1969)
- Principio Continuo (1982)
- Actos personales (1986)
- Acta del presagio  (1986)
- Decir como es deseado (1990)
- Entre centros y afueras (1991)
- Palabras asaltantes (1992)
- Obra elegida (1997)
- Por decir así (2003)
- Y todo lo demás (2004)
- Sin mover los labios (2015)

### Essais
- La izquierda cultural venezolana (1958-1968) (1971)
- Contra la dependencia (1973)
- Cultura y dependencia (1975)
- Curiepe: ensayo sobre la realización del sentido en la actividad mágico-religiosa de un pueblo venezolano (1979)
- Ensayos de crítica cultural, 1964-1981 (1982)
- La pasión literaria (1959-1985) (1988)
- La voz y la palabra: lecturas de poesía venezolana (1999)
- Se solicita pensamiento para esta realidad (2005)
- Ser al decir: el pensamiento de la poesía en siete poetas latinoamericanos (2014)

### Compilations
- Poesia y poética de Grupo Origenes (1994)

### Traductions en français
- Et ce qui reste [« Y todo lo demás »] (trad. Daniel Bourdon), Fata Morgana, 2003.